# Jeanne Mailhos
Jeanne Mailhos, ou Jeanne Mailhos-Vitel, né le 4 décembre 1974, est une véliplanchiste française.

## Biographie
Jeanne Mailhos est médaillée d'argent en Mistral aux Goodwill Games de 1994 à Saint-Pétersbourg et médaillée de bronze aux Mondiaux de 2001. Partenaire d'entraînement de Faustine Merret, elle ne participe pas aux Jeux olympiques d'été de 2004 à Athènes. En 2016, elle est sacrée championne d'Europe de planche à voile de régate (raceboard) à Brest.
Elle est également artiste-peintre et clarinettiste,.